# Bathypontiidae
Bathypontiidae är en familj av kräftdjur. Bathypontiidae ingår i ordningen Calanoida, klassen Maxillopoda, fylumet leddjur och riket djur. Enligt Catalogue of Life omfattar familjen Bathypontiidae 8 arter. 
Kladogram enligt Catalogue of Life:
| Bathypontiidae | \| \| Bathypontia \| \| \| \| \| \| Temorites \| \| \| \| |
|                | \| \| Bathypontia \| \| \| \| \| \| Temorites \| \| \| \| |
|                | Bathypontia                                               |
|                |                                                           |
|                | Temorites                                                 |
|                |                                                           |